# Кошень (Румунія)
Кошень, Кошені (рум. Coșeni) — село у повіті Ковасна в Румунії. Адміністративно підпорядковане місту Сфинту-Георге.
Село розташоване на відстані 154 км на північ від Бухареста, 5 км на південь від Сфинту-Георге, 22 км на північний схід від Брашова.

## Населення
За даними перепису населення 2002 року у селі проживали 499 осіб.
Національний склад населення села:
| Національність | Кількість осіб | Відсоток |
| -------------- | -------------- | -------- |
| угорці         | 478            | 95,8%    |
| румуни         | 19             | 3,8%     |

Рідною мовою назвали:
| Мова      | Кількість осіб | Відсоток |
| --------- | -------------- | -------- |
| угорська  | 480            | 96,2%    |
| румунська | 17             | 3,4%     |